# Motezuma
Motezuma è un'opera in tre atti di Antonio Vivaldi su libretto di Girolamo Alvise Giusti (inizialmente nei libri di riferimento l'opera era riportata come Montezuma, ma dalla riapparizione del manoscritto originale il titolo fu corretto in Motezuma). Motezuma è probabilmente l'ultimo libretto scritto per Vivaldi che tra il 1734 e il 1739 aveva fatto affidamento per i libretti delle sue opere a testi di autori viventi come Zeno, Piovene, Salvi, Metastasio e Stampiglia.

## Primi interpreti
| ruolo    | tipologia vocale      | primi interpreti, 14 novembre 1733 |
| -------- | --------------------- | ---------------------------------- |
| Motezuma | basso                 | Massimiliano Miler                 |
| Mitrena  | contralto             | Anna Girò                          |
| Teutile  | soprano               | Giuseppa Pircher, "La Tedesca"     |
| Fernando | soprano castrato      | Francesco Bilanzoni                |
| Ramiro   | soprano (in travesti) | Angiola Zanuchi                    |
| Asprano  | soprano castrato      | Mariano Nicolini                   |

## Trama

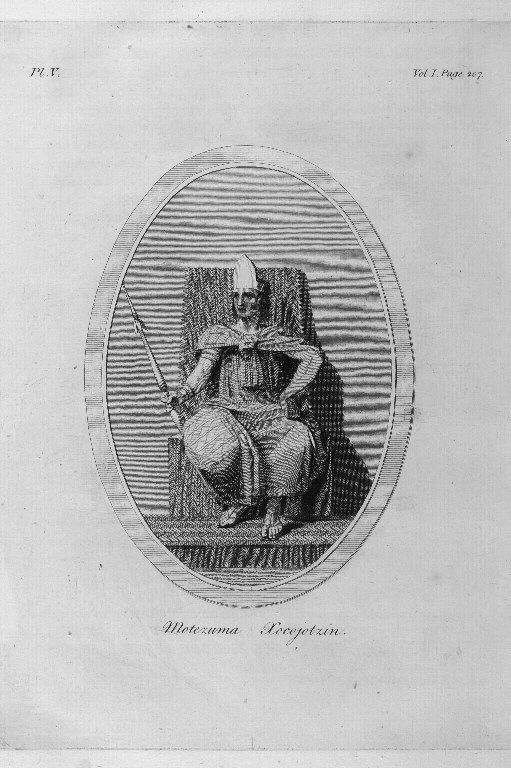
Motezuma

Il libretto di Giusti usa come soggetto, per la prima volta nella storia della musica, la conquista dell'America; vengono narrate le ultime ore del protagonista dell'opera omonima, prigioniero del conquistador spagnolo Hernán Cortés, qui denominato Fernando.

### 1° atto
Motezuma è nascosto nel suo palazzo, dove la moglie Mitrena e la figlia Teutile gli consigliano di suicidarsi; alla fine viene incarcerato dagli spagnoli. Ma l'amore segreto tra Teutile e Ramiro, fratello di Ferdinando, gioca un grosso ruolo. Perciò il generale Asprano è ancora fiducioso.

### 2° atto
Mentre avvengono le varie dispute fra i protagonisti, gli spagnoli vincono la battaglia decisiva. Tuttavia, Fernando rimane bloccato in una torre assediata da Asprano. I messicani interrogano l'oracolo, il quale risponde che uno spagnolo dovrà essere sacrificato e che Teutile proteggerà il regno.

### 3° atto
Ramiro salva Fernando grazie ad un'uscita segreta, prima che Asprano riduca in cenere la torre; poi mette al sicuro l'amata Teutile. Dopo numerosi intrighi, Fernando fissa le nozze di Ramiro e Teutile. Quindi Motezuma e Mitrena capiscono che l'oracolo non intendeva dire il "sacrificio umano", bensì il sacramento del matrimonio.

## Storia della rappresentazione

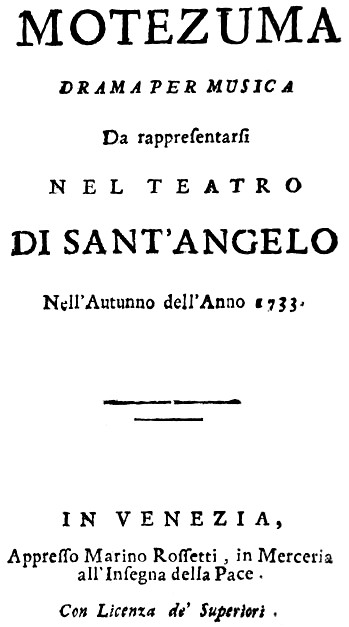
Volantino opera

La prima rappresentazione fu data al Teatro Sant'Angelo di Venezia il 14 novembre 1733. Successivamente se ne persero le tracce; già da quando Vivaldi era ancora in vita fu considerata perduta.
Nel 1832 Carl Friedrich Zelter lasciò in eredità un manoscritto con un voluminoso frammento dell'opera alla Sing-Akademie zu Berlin. Tale manoscritto assieme a tutto l'archivio della Sing-Akademie nel 1943 finì in Slesia e successivamente, dopo la fine della seconda guerra mondiale, a Kiev. Nel 2001 tornò tutto a Berlino. Un anno più tardi il musicologo Steffen Voss scoprì il frammento; il secondo atto si presentava tutt'intero, mentre gli altri due atti erano giunti solo parzialmente. Delle 22 arie e dei pezzi d'assieme, 7 sono andati totalmente perduti e 4 arie sono frammentarie.
Una rappresentazione da concerto, certamente la prima da dopo il XVIII secolo, ebbe luogo l'11 giugno 2005 nella sala nella Konzerthalle De Doelen a Rotterdam (direttore Federico Maria Sardelli).
L'8 luglio 2005 al teatro barocco di Barga doveva essere messa in scena Motezuma, però l'intenzione fallì a causa di un processo giudiziario sul copyright e i diritti d'esecuzione; infatti il tribunale di Düsseldorf accolse il ricorso presentato dalla Sing-Akademie, proprietaria della partitura originale. La prima rappresentazione scenica di una sola parte del frammento ebbe quindi luogo all'Altstadtherbst-Kulturfestival di Düsseldorf il 21 settembre 2005 (il direttore era nuovamente Federico Maria Sardelli). Per avere la messa in scena di tutto il frammento scoperto bisognò aspettare l'8 dicembre 2006, quando fu data al Rokokotheater di Schwetzingen (ricostruzione musicale del primo e del secondo atto di Thomas Leininger, direttore Micheal Form).

## Altro
Con il titolo Motezuma fu prodotto successivamente un altro testo dal librettista Vittorio Amedeo Cigna-Santi, il quale fu musicato da alcuni compositori. Si ricordano in particolare:
- Motezuma, opera seria in tre atti, musicato da Gian Francesco de Majo, 1765, Torino
- Motezuma, opera seria in tre atti, musicato da Baldassarre Galuppi, 1772, Venezia
- Motezuma, dramma per musica in tre atti, musicato da Pasquale Anfossi, 1776, Reggio-Emilia

Da notare che lo scrittore cubano Alejo Carpentier nel suo "Concerto Barocco", romanzo breve del 1974, ripercorre le tappe della prima rappresentazione veneziana dell'opera Montezuma di Vivaldi intessendo il racconto di note interessanti e divertenti con uno stile proprio di quel real maravilloso di cui Carpentier fu creatore assieme ad altri scrittori ispanoamericani.